# 斯萊特 (密蘇里州)
斯萊特（英語：Slater）是位於美國密蘇里州薩林縣的城市。

## 人口
根據2020年美國人口普查的數據，斯萊特的面積為3.75平方千米，皆為陸地。當地共有人口1834人，而人口密度為每平方千米489人。